# Miguel de Zumárraga

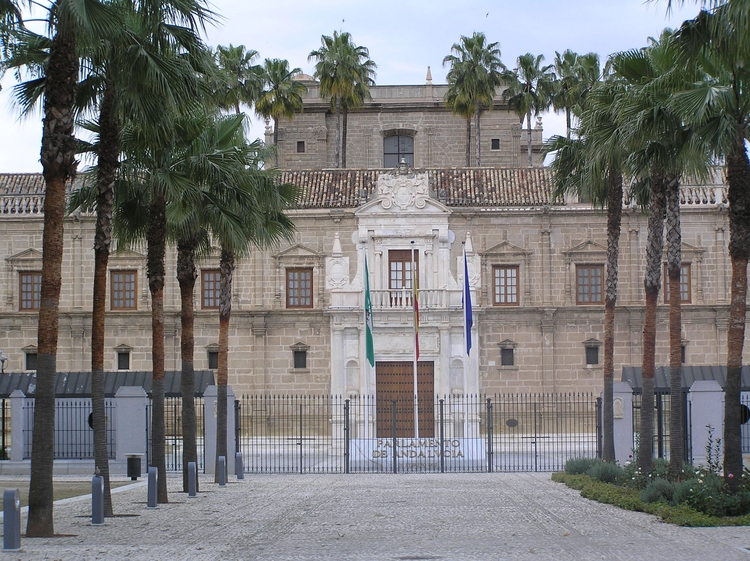
Portada principal del Hospital de las Cinco Llagas, actual Parlamento de Andalucía, diseñada por Miguel de Zumárraga y finalizada en 1617

Miguel de Zumárraga (hijo de Juan de Zumárraga), fue uno de los maestros de cantería de la Catedral de Sevilla. Su actividad se desarrolló en los últimos años del siglo XVI y primera mitad del XVII, dentro del período protobarroco.

## Biografía
Tras el fallecimiento de su padre en 1590, fue nombrado aparejador y ocupó temporalmente el puesto de maestro mayor de la Catedral de Sevilla mientras estuvo ausente el titular Asensio de Maeda. Trabajó en el diseñó del trascoro de la Catedral de Sevilla y en la Iglesia del Sagrario también en esta ciudad, intervino con la colaboración de Juan de Oviedo en las obras del Convento de Santa Clara de Sevilla. Fue asimismo el autor del diseño de la segunda planta del Archivo de Indias y de la portada de acceso principal al Hospital de las Cinco Llagas, actual Parlamento de Andalucía, terminada en 1617.